# Mokpo
Mokpo (Mokpo-si, Hán Việt: Mộc Phố thị) là một thành phố thuộc tỉnh Nam Jeolla, Hàn Quốc, nằm ở mũi phía tây nam của bán đảo Triều Tiên, gần núi Yudal. Mokpo có dịch vụ tàu hỏa thường xuyên kết nối Daejeon đến Seoul và là điểm cuối cho một số tuyến đường phà phục vụ các hòn đảo trong vùng biển Hoàng Hải và Công viên Hàng hải Quốc gia Dadohae.
Trong thời kì Triều Tiên thuộc Nhật (1910-1945), Mokpo là một cảng quan trọng cho cả các dự án thương mại và giao thông công cộng do vị trí của nó dọc theo các tuyến đường biển giữa quần đảo Nhật Bản và Trung Quốc đại lục. Một số lượng lớn các hòn đảo xung quanh Mokpo cũng đóng vai trò là rào cản bảo vệ, làm cho thành phố ít bị ảnh hưởng bởi thủy triều và sóng thần. Trong thời kỳ chiếm đóng, các khu dân cư rộng lớn được xây dựng để chứa các thực dân Nhật Bản, hiện nay là các quận lịch sử của thành phố. Sự kết thúc của Thế chiến II và sự độc lập của bán đảo Triều Tiên năm 1945 đã gây ra cho thành phố này dần dần mất đi vị trí của nó như là một tổ chức cho các tổ chức chính phủ lớn và các ngành công nghiệp thời chiến. Điều này dẫn đến việc giảm kích thước của Mokpo, mà hiện tại là một thành phố cỡ trung của vùng Honam.

## Khí hậu
| Dữ liệu khí hậu của Mokpo (1981–2010, cao kỉ lục/thấp kỉ lục 1904–nay)   | Dữ liệu khí hậu của Mokpo (1981–2010, cao kỉ lục/thấp kỉ lục 1904–nay) | Dữ liệu khí hậu của Mokpo (1981–2010, cao kỉ lục/thấp kỉ lục 1904–nay) | Dữ liệu khí hậu của Mokpo (1981–2010, cao kỉ lục/thấp kỉ lục 1904–nay) | Dữ liệu khí hậu của Mokpo (1981–2010, cao kỉ lục/thấp kỉ lục 1904–nay) | Dữ liệu khí hậu của Mokpo (1981–2010, cao kỉ lục/thấp kỉ lục 1904–nay) | Dữ liệu khí hậu của Mokpo (1981–2010, cao kỉ lục/thấp kỉ lục 1904–nay) | Dữ liệu khí hậu của Mokpo (1981–2010, cao kỉ lục/thấp kỉ lục 1904–nay) | Dữ liệu khí hậu của Mokpo (1981–2010, cao kỉ lục/thấp kỉ lục 1904–nay) | Dữ liệu khí hậu của Mokpo (1981–2010, cao kỉ lục/thấp kỉ lục 1904–nay) | Dữ liệu khí hậu của Mokpo (1981–2010, cao kỉ lục/thấp kỉ lục 1904–nay) | Dữ liệu khí hậu của Mokpo (1981–2010, cao kỉ lục/thấp kỉ lục 1904–nay) | Dữ liệu khí hậu của Mokpo (1981–2010, cao kỉ lục/thấp kỉ lục 1904–nay) | Dữ liệu khí hậu của Mokpo (1981–2010, cao kỉ lục/thấp kỉ lục 1904–nay) |
| Tháng                                                                    | 1                                                                      | 2                                                                      | 3                                                                      | 4                                                                      | 5                                                                      | 6                                                                      | 7                                                                      | 8                                                                      | 9                                                                      | 10                                                                     | 11                                                                     | 12                                                                     | Năm                                                                    |
| ------------------------------------------------------------------------ | ---------------------------------------------------------------------- | ---------------------------------------------------------------------- | ---------------------------------------------------------------------- | ---------------------------------------------------------------------- | ---------------------------------------------------------------------- | ---------------------------------------------------------------------- | ---------------------------------------------------------------------- | ---------------------------------------------------------------------- | ---------------------------------------------------------------------- | ---------------------------------------------------------------------- | ---------------------------------------------------------------------- | ---------------------------------------------------------------------- | ---------------------------------------------------------------------- |
| Cao kỉ lục °C (°F)                                                       | 18.0 (64.4)                                                            | 19.7 (67.5)                                                            | 22.3 (72.1)                                                            | 28.4 (83.1)                                                            | 31.0 (87.8)                                                            | 34.4 (93.9)                                                            | 37.0 (98.6)                                                            | 37.0 (98.6)                                                            | 34.2 (93.6)                                                            | 32.1 (89.8)                                                            | 26.5 (79.7)                                                            | 20.8 (69.4)                                                            | 37.0 (98.6)                                                            |
| Trung bình ngày tối đa °C (°F)                                           | 6.1 (43.0)                                                             | 7.8 (46.0)                                                             | 12.0 (53.6)                                                            | 17.8 (64.0)                                                            | 22.3 (72.1)                                                            | 25.7 (78.3)                                                            | 28.3 (82.9)                                                            | 30.1 (86.2)                                                            | 26.7 (80.1)                                                            | 22.0 (71.6)                                                            | 15.2 (59.4)                                                            | 9.0 (48.2)                                                             | 18.6 (65.5)                                                            |
| Trung bình ngày °C (°F)                                                  | 1.7 (35.1)                                                             | 2.9 (37.2)                                                             | 6.7 (44.1)                                                             | 12.3 (54.1)                                                            | 17.3 (63.1)                                                            | 21.4 (70.5)                                                            | 24.8 (76.6)                                                            | 26.1 (79.0)                                                            | 22.2 (72.0)                                                            | 16.6 (61.9)                                                            | 10.2 (50.4)                                                            | 4.4 (39.9)                                                             | 13.9 (57.0)                                                            |
| Tối thiểu trung bình ngày °C (°F)                                        | −1.5 (29.3)                                                            | −0.7 (30.7)                                                            | 2.8 (37.0)                                                             | 8.1 (46.6)                                                             | 13.3 (55.9)                                                            | 18.1 (64.6)                                                            | 22.3 (72.1)                                                            | 23.2 (73.8)                                                            | 18.8 (65.8)                                                            | 12.5 (54.5)                                                            | 6.3 (43.3)                                                             | 0.8 (33.4)                                                             | 10.3 (50.5)                                                            |
| Thấp kỉ lục °C (°F)                                                      | −14.2 (6.4)                                                            | −12.0 (10.4)                                                           | −7.5 (18.5)                                                            | −1.4 (29.5)                                                            | 3.2 (37.8)                                                             | 9.8 (49.6)                                                             | 14.8 (58.6)                                                            | 13.7 (56.7)                                                            | 8.4 (47.1)                                                             | 1.0 (33.8)                                                             | −5.5 (22.1)                                                            | −11.6 (11.1)                                                           | −14.2 (6.4)                                                            |
| Lượng Giáng thủy trung bình mm (inches)                                  | 33.2 (1.31)                                                            | 42.4 (1.67)                                                            | 60.0 (2.36)                                                            | 69.3 (2.73)                                                            | 89.2 (3.51)                                                            | 173.1 (6.81)                                                           | 236.7 (9.32)                                                           | 192.6 (7.58)                                                           | 147.5 (5.81)                                                           | 46.9 (1.85)                                                            | 43.4 (1.71)                                                            | 29.3 (1.15)                                                            | 1.163,6 (45.81)                                                        |
| Số ngày giáng thủy trung bình (≥ 0.1 mm)                                 | 11.6                                                                   | 9.5                                                                    | 9.7                                                                    | 8.4                                                                    | 9.4                                                                    | 10.4                                                                   | 13.5                                                                   | 12.4                                                                   | 8.9                                                                    | 6.5                                                                    | 8.4                                                                    | 10.2                                                                   | 118.9                                                                  |
| Số ngày tuyết rơi trung bình                                             | 10.2                                                                   | 6.5                                                                    | 2.0                                                                    | 0.1                                                                    | 0.0                                                                    | 0.0                                                                    | 0.0                                                                    | 0.0                                                                    | 0.0                                                                    | 0.0                                                                    | 1.3                                                                    | 7.4                                                                    | 27.4                                                                   |
| Độ ẩm tương đối trung bình (%)                                           | 68.7                                                                   | 69.0                                                                   | 67.8                                                                   | 68.0                                                                   | 72.5                                                                   | 77.8                                                                   | 83.7                                                                   | 80.3                                                                   | 75.8                                                                   | 69.2                                                                   | 67.6                                                                   | 68.7                                                                   | 72.4                                                                   |
| Số giờ nắng trung bình tháng                                             | 143.3                                                                  | 154.5                                                                  | 184.1                                                                  | 204.9                                                                  | 216.3                                                                  | 171.3                                                                  | 158.0                                                                  | 204.5                                                                  | 179.5                                                                  | 209.4                                                                  | 166.4                                                                  | 143.2                                                                  | 2.135,4                                                                |
| Phần trăm nắng có thể                                                    | 45.7                                                                   | 50.1                                                                   | 49.6                                                                   | 52.3                                                                   | 49.9                                                                   | 39.5                                                                   | 35.8                                                                   | 49.1                                                                   | 48.2                                                                   | 59.7                                                                   | 53.5                                                                   | 46.8                                                                   | 48.0                                                                   |
| Nguồn: Korea Meteorological Administration (Tỷ lệ khả chiếu, ngày tuyết) |                                                                        |                                                                        |                                                                        |                                                                        |                                                                        |                                                                        |                                                                        |                                                                        |                                                                        |                                                                        |                                                                        |                                                                        |                                                                        |

## Hình ảnh

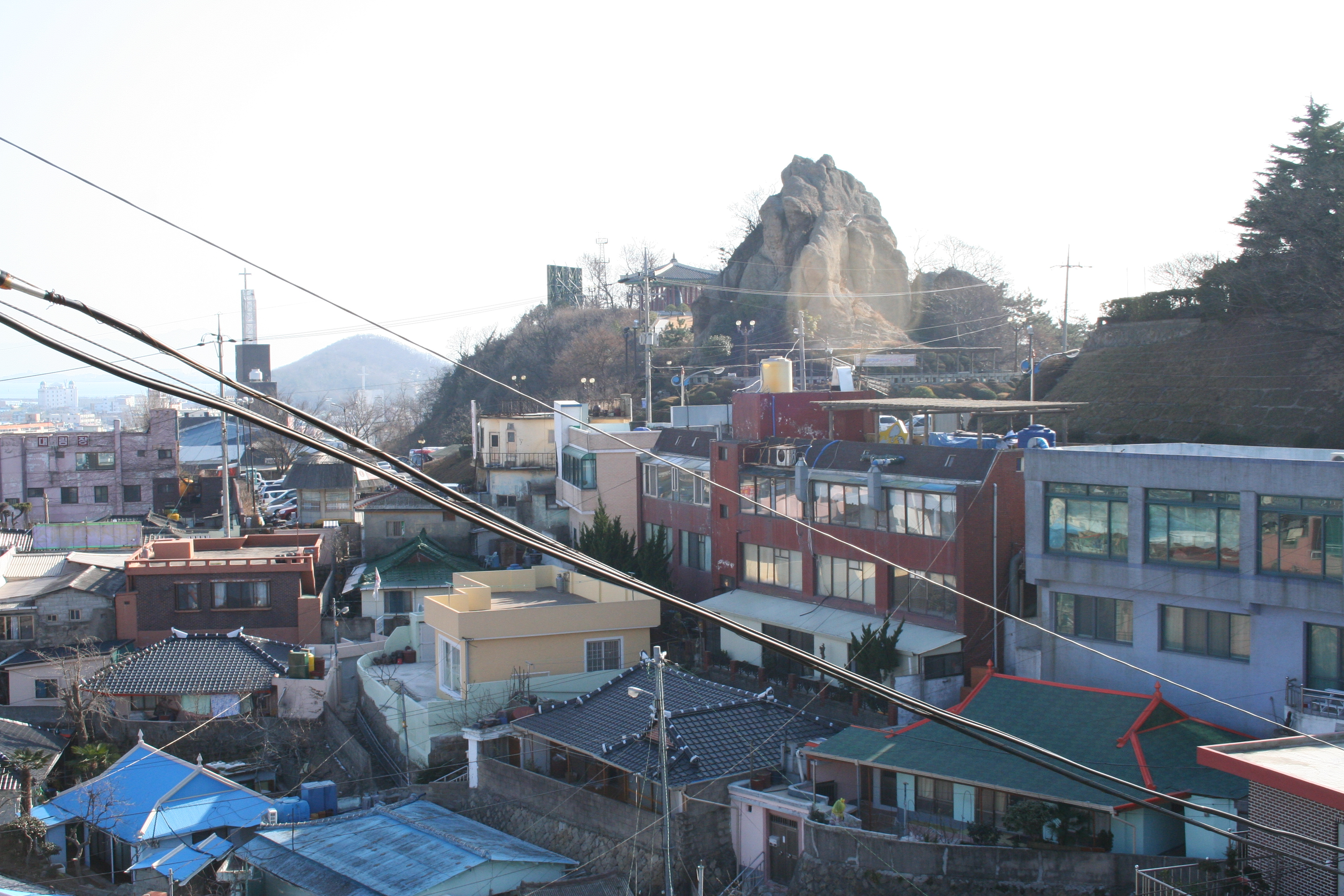
Khu dân cư ở Mokpo
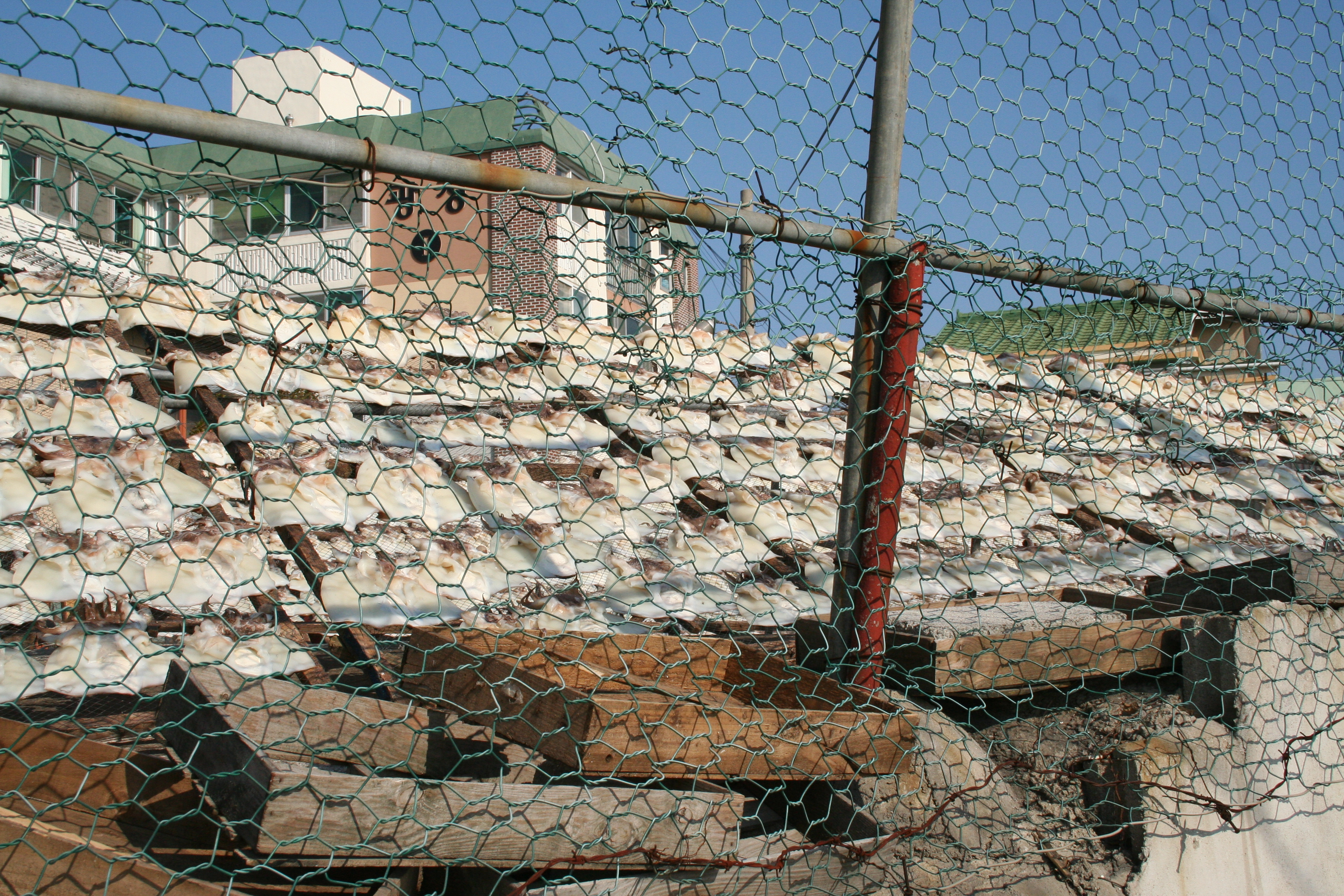
Mokpo
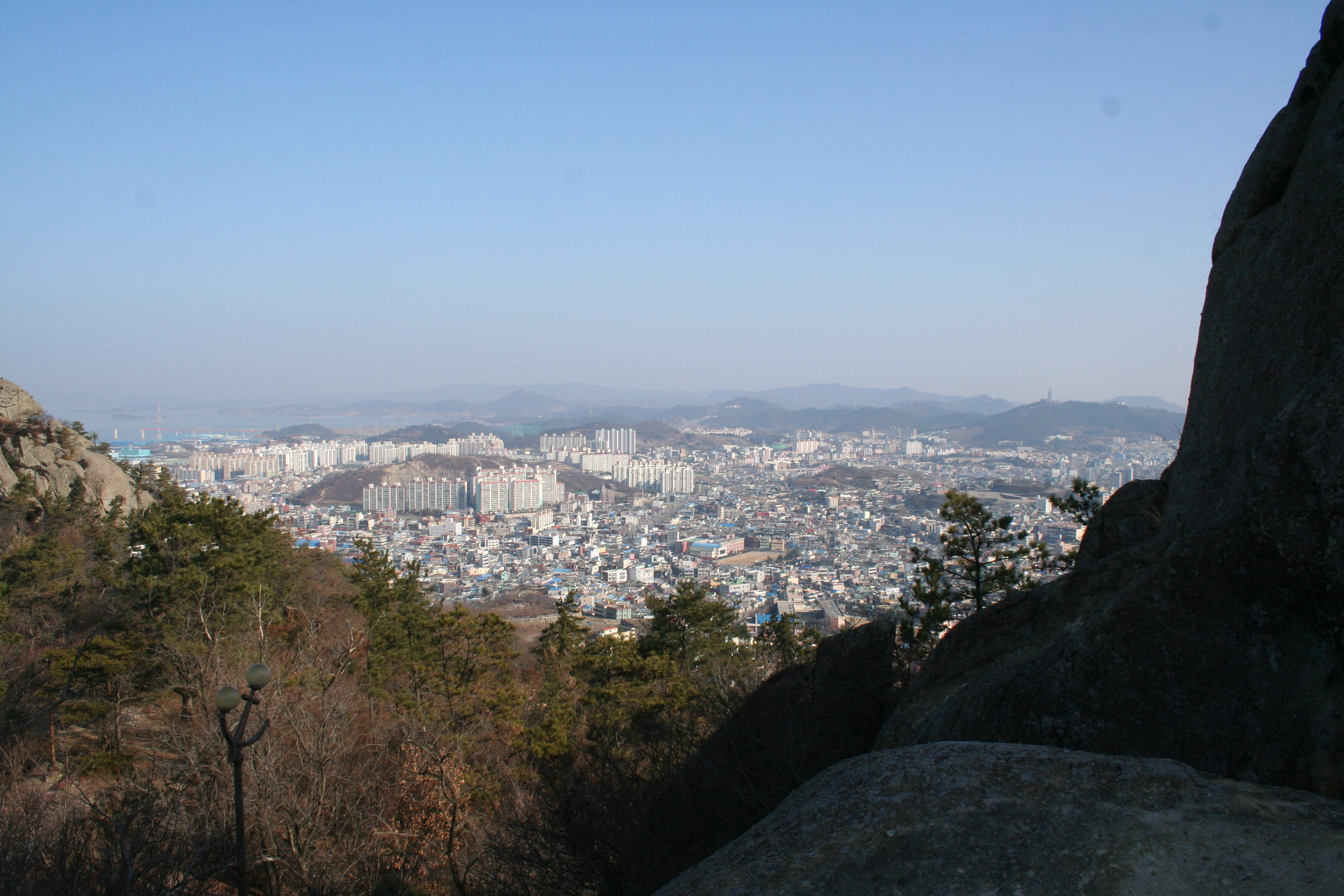
Mokpo nhìn từ Yudalsan
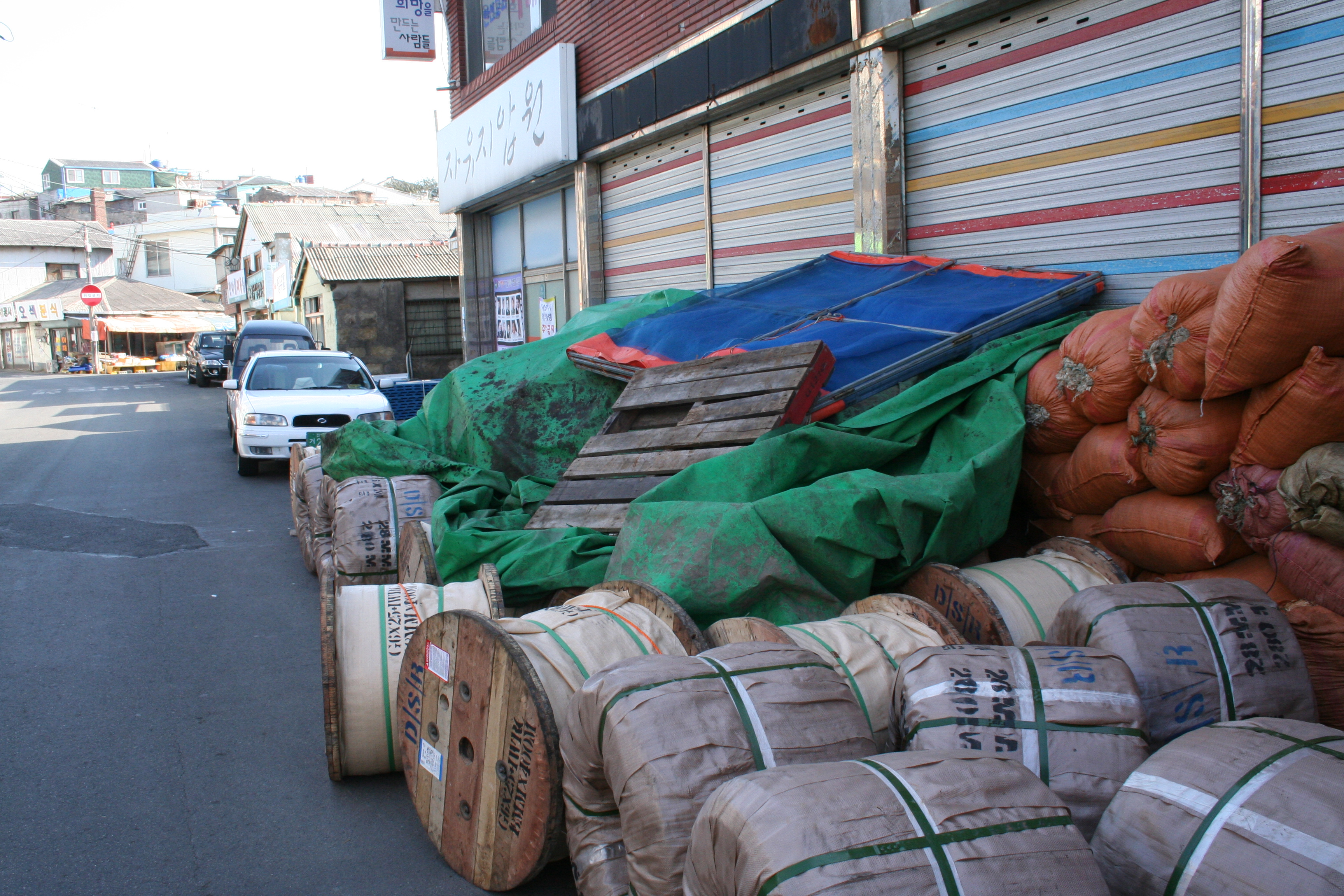
Đường phố ở Mokpo

- Tập tin:Mokpo Cultural Center(Fmr. Japanese consulate).JPG